# Stonewall Book Award

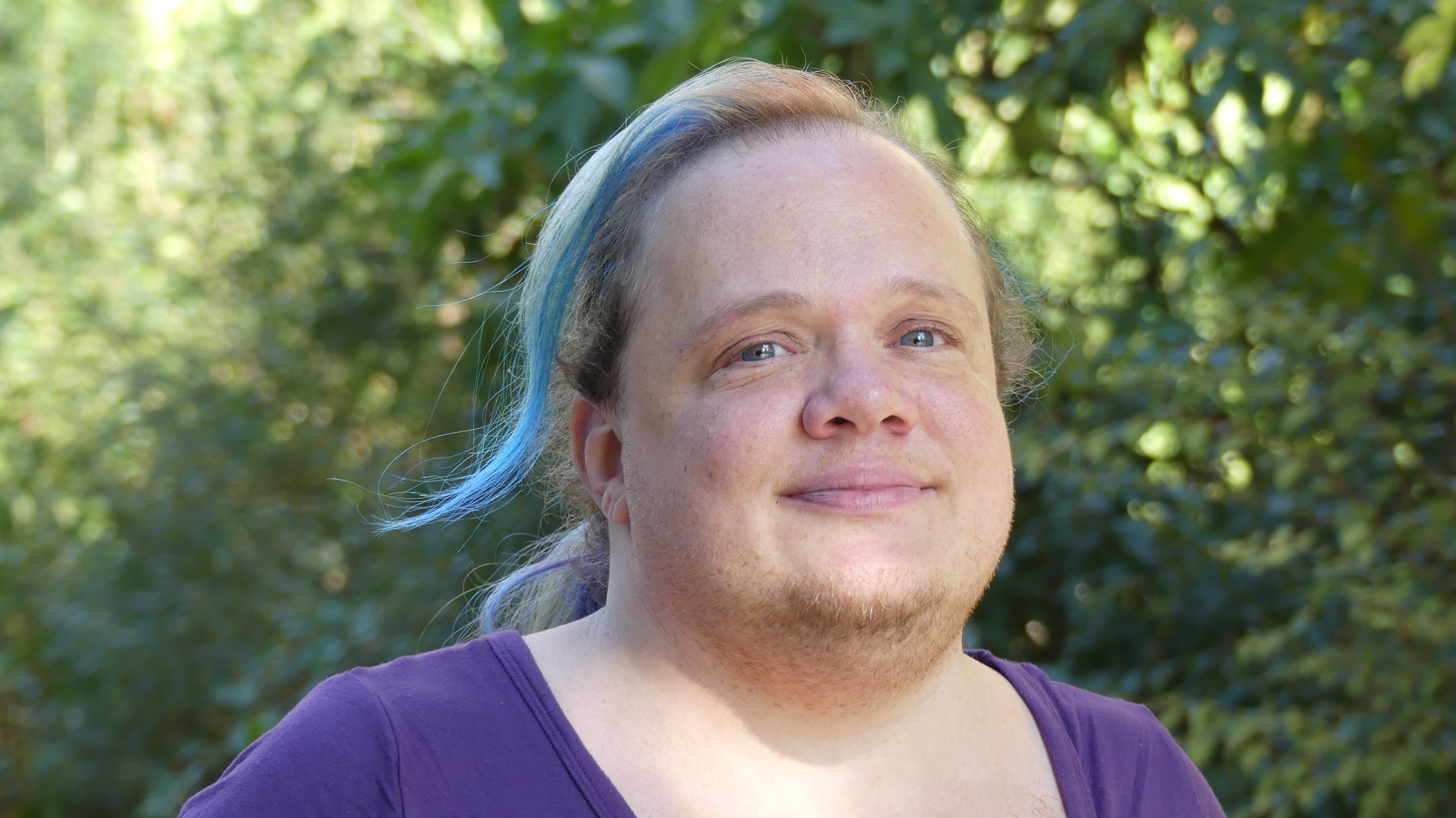
Alex Gino, lauréat.e 2016 dans la catégorie Jeunesse et Young Adult

Le Stonewall Book Award récompense des ouvrages à thèmes LGBT. Sponsorisé par la Rainbow Round Table de l'American Library Association, ce prix littéraire tire son nom des émeutes de Stonewall à New York en 1969.

## Histoire
Le prix fut donné pour la première fois à Isabel Miller pour son roman, Patience et Sarah, qui raconte une histoire d’amour entre les deux narratrices.
À cette époque lors de sa première édition en 1971, seulement deux ans après les événements de Stonewall, le prix s’appelait le Gay Book Awards .  
À l’origine, le Gay Book Awards était une reconnaissance informelle qui avait pour objectif de soutenir les communautés LGBTQ+ le prix a été officialisé par l’ALA en 1986 .  
En 1987, le nom a été remplacé pour devenir le Gay and Lesbian Book Award ,.  
À partir de 1987, le prix a été soutenu par la Gay, Lesbian, and Bisexual Task Force qui aujourd’hui a pris le nom de Rainbow Round Table (RRT). Depuis 1987, le prix est inclus à l’American Library Association Awards program, qui aujourd’hui est désormais l’ALA Book, Print & Media Awards.  
En 1990, le prix se transforme pour reconnaitre deux catégories soit les œuvres de fictions et les essais . En 1994, le nom du prix change à nouveau et devient le Gay, Lesbian, and Bisexual Book Award.  
Le nom change à nouveau en 2002, la catégorie œuvre de fiction devient le Stonewall Book Award – Barbara Gittings literature Award et la catégorie œuvre non fictive devient le Stonewall Book Award – Israel Fishman Non-Fiction Award .
En 2010, le prix change à nouveau pour reconnaitre une nouvelle catégorie c’est-à-dire la littérature jeunesse et celle pour jeunes adultes. Deux ans plus tard, en 2012, en guise de remerciement pour la réception d’un don à sa fondation, le prix remis pour la catégorie littérature jeunesse prends le nom de Stonewall Book Award – Mike Morgan and Larry Romans Children’s and Young Adult Literature Award .

## Fonctionnement
Via un formulaire qui se trouve sur son site web l’ALA récolte les suggestions du public pour chacune des trois catégories de son prix littéraire . Le choix des œuvres gagnantes de chacune des catégories du Stonewall Book Award est fait par un comité formé d’un nombre égal de bibliothécaires s’identifiant au genre masculin et au genre féminin.
Les membres de son comité choisissent 5 œuvres pour chacune des trois catégories, les œuvres gagnantes sont ensuite choisis parmi ces œuvres.
Les récipiendaires sont annoncés au mois de janvier ou février puis le prix constitué d’une plaque commémorative et d’un montant de 1000.00$ est remis à ceux-ci lors de la conférence annuelle de l’ALA en juin.  

## Critiques
Laura M. Jiménez affirme dans son article paru dans le Journal of Lesbian Studies en 2015 que seulement deux prix littéraires étaient remis aux auteurs et autrices de littérature jeunesses qui font partie de la communauté LGBTQ+ ou qui en abordent les réalités : le Lambda Literary Award et le Stonewall Book Award.
Dans son étude, Laura M. Jiménez étudie la représentation des communautés LGBTQ+ selon une méthode de recherche mixte c’est-à-dire à la fois qualitative et quantitative.  
Pour son étude, Laura Jiménez a demandé à un groupe de lecteurs de répondre à deux questionnaires, le premier au sujet des populations représentées dans les œuvres et le second contenant des questions ouvertes au sujet de l’intrigue. Le premier questionnaire était composé de questions à réponses quantitatives portant sur le genre, l’origine ethnoraciale et l’orientation sexuelle de l’auteur et de ses personnages. Pour sa part, le second questionnaire aborde les thèmes de l’intrigue et comment les conflits ainsi que les résolutions choisis par les personnages permettent au lecteur d’imaginer la vie du personnage au-delà de la fin du roman.
Les résultats de l’étude de Laura Jiménez montrent qu'entre 2000 et 2013 sur les 18 auteurs et autrices qui ont été récipiendaires de ces prix 12 sont des hommes et seulement 6 sont des femmes. Les 6 femmes ont décroché le Lambda Awards et seulement des hommes ont été récipiendaire du Stonewall Book Awards.  
Quant à la représentation démographique des personnages, dans les 14 romans étudiés par Laura Jiménez et son équipe, 21 personnages ont été identifiés de ceux-ci : 15 sont caucasiens, 5 d’origine latine et seulement 1 d’origine asiatique. Sur les 14 livres étudiés, seulement 4 présentent des personnages d’une origine ethnoraciale autre que caucasienne. Sur les 21 personnages 13 sont des personnages masculins gays, 5 sont des femmes cis lesbiennes, seulement un personnage est une femme trans et deux personnages hétérosexuels.  
Quant à l’étude qu’elle fait des thèmes et de l’intrigue, Jiménez souligne que 12 des 14 romans étudiés présentent des histoires de « coming out ».  
De son études, Jiménez tire trois conclusions. La première est la majorité de personnages masculins blancs, l’absence complète de personnage bisexuel et que contrairement aux personnages ayant pour caractéristique l’homosexualité masculine les personnages lesbiennes n’ont pas droit à une relation saine ou un dénouement positif. D’ailleurs Jiménez souligne que le seul roman où une lesbienne est le personnage principal, celle-ci est punie pour sa sexualité.   
Pour ces motifs, Jiménez tire pour conclusion qu’il y a une surreprésentation des hommes gays blancs dans ces œuvres si on compare à la représentation qui est faite des autres identités incluses dans la communauté LGBTQ+.  
Pour sa part, Caroline T. Clark et Mollie V. Blackburn, qui ont étudié les œuvres récipiendaire du Stonewall Book Award – Mike Morgan and Larry Romans Children’s and Young Adult Literature Award de 2010 à 2014, soulignent que la représentation n'y est pas homonormative, du fait de l'intégration du personnage de Sage, une jeune femme trans, à l'intérieur de leur échantillon. Cependant, ceux-ci nuancent cette apport à la représentativité puisque le personnage de Sage dans le roman, Almost Perfect, n'est pas la narratrice de sa propre histoire.
Les deux autrices de l'étude, Caroline T. Clark et Mollie V. Blackburn, déplorent qu'une grande part des œuvres récipiendaires du prix mettent le focus sur les violences vécues par les communautés LGBTQ+ et non pas sur les scènes d'amour et de sexualité. Les autrices argumentent que trois types de violence sont présentes dans les œuvres de leur échantillon : les violences provoquées par l'homophobie internalisée, les violences homophobes et les violences en réponse à des violences homophobes. Les autrices de l'étude soutiennent que les représentations de violence font en sorte que la vie des personnes LGBTQ+ peut être perçu comme celle d'une victime et que la représentation de scènes d'amour et de sexualité donnent une meilleure image des personnes issues des communautés LGBTQ+.

## Censure
Le roman gagnant du prix Stonewall Honor Books dans la catégorie littérature pour enfants et jeunes adultes en 2013, Drama, de Raina Telgemeier a été retiré des bibliothèques des écoles élémentaires du Conseil scolaire catholique anglophone d’Ottawa. Pour que le livre reste accessible, la conseillère Catherine McKenney fait don de 10 exemplaires du roman de Raina Telgemeier à la Bibliothèque publique d’Ottawa.

## Lauréats
| Année | Catégorie               | Auteur                                     | Titre |
| ----- | ----------------------- | ------------------------------------------ | --- |
| 1971  |                         | Isabel Miller                              | Patience and Sarah |
| 1972  |                         | Peter Fisher                               | The Gay Mystique: The Myth and Reality of Male Homosexuality |
| 1972  |                         | Del Martin et Phyllis Lyon                 | Lesbian/Woman |
| 1973  |                         | pas de prix remis                          | pas de prix remis |
| 1974  |                         | Jeannette Howard Foster                    | Sex Variant Women in Literature: A Historical and Quantitative Survey |
| 1975  |                         | Jonathan D. Katz, ed.                      | Homosexuality: Lesbians and Gay Men in Society, History, and Literature |
| 1976  |                         | pas de prix remis                          | pas de prix remis |
| 1977  |                         | Howard Brown                               | Familiar Faces, Hidden Lives: The Story of Homosexual Men in America Today |
| 1978  |                         | Ginny Vida, ed.                            | Our Right to Love: A Lesbian Resource Book |
| 1979  |                         | Betty Fairchild et Nancy Hayward           | That You Know: What Every Parent Should Know About Homosexuality |
| 1980  |                         | Winston Leyland, ed.                       | Now the Volcano: An Anthology of Latin American Gay Literature |
| 1981  |                         | John Boswell                               | Christianisme, tolérance sociale et homosexualité : les homosexuels en Europe occidentale des débuts de l'ère chrétienne au XIVe siècle (titre original : Christianity, Social Tolerance, and Homosexuality: Gay People in Western Europe from the Beginning of the Christian Era to the Fourteenth Century) |
| 1982  |                         | Lillian Faderman                           | Surpassing the Love of Men: Romantic Friendship and Love Between Women from the Renaissance to the Present |
| 1982  |                         | J.R. Roberts                               | Black Lesbians: An Annotated Bibliography |
| 1982  |                         | Vito Russo                                 | The Celluloid Closet: Homosexuality in the Movies |
| 1983  |                         | pas de prix remis                          | pas de prix remis |
| 1984  |                         | John D'Emilio                              | Sexual Politics, Sexual Communities: The Making of a Homosexual Minority in the United States, 1940-1970 |
| 1985  |                         | Judy Grahn                                 | Another Mother Tongue: Gay Words, Gay Worlds |
| 1986  |                         | Cindy Patton                               | Sex and Germs: The Politics of AIDS |
| 1987  |                         | Walter Williams                            | The Spirit and the Flesh: Sexual Diversity in American Indian Culture |
| 1988  |                         | Joan Nestle                                | A Restricted Country |
| 1988  |                         | Randy Shilts                               | And the Band Played On: Politics, People, and the AIDS Epidemic |
| 1989  |                         | Alan Hollinghurst                          | La Piscine-bibliothèque (titre original : The Swimming Pool Library) |
| 1989  |                         | Sarah Schulman                             | Après Delores (titre original : After Delores |
| 1990  | Non-fiction             | Neil Miller                                | In Search of Gay America: Women and Men in a Time of Change |
| 1990  | Fiction                 | David B. Feinberg                          | Eighty-Sixed |
| 1991  | Non-fiction             | Wayne Dynes, ed.                           | Encyclopedia of Homosexuality (William Armstrong Percy) |
| 1991  | Fiction                 | Minnie Bruce Pratt                         | Crime against Nature |
| 1992  | Non-fiction             | Lillian Faderman                           | Odd Girls and Twilight Lovers: A History of Lesbian Life in Twentieth Century America |
| 1992  | Fiction                 | Paul Monette                               | Halfway Home |
| 1993  | Non-fiction             | Eric Marcus                                | Making History: The Struggle for Gay and Lesbian Equal Rights, 1945-1990 |
| 1993  | Fiction                 | Essex Hemphill                             | Ceremonies: Prose and Poetry |
| 1994  | Non-fiction             | Phyllis Burke                              | Family Values: Two Moms and Their Son |
| 1994  | Fiction                 | Leslie Feinberg                            | Stone Butch Blues |
| 1995  | Non-fiction             | Dorothy Allison                            | Peau : A propos de sexe, de classes sociales et de littérature (titre original : Skin: Talking About Sex, Class And Literature) |
| 1995  | Non-fiction             | Philip Sherman et Samuel Bernstein         | Uncommon Heroes: A Celebration of Heroes and Role Models for Gay and Lesbian Americans |
| 1995  | Fiction                 | Marion Dane Bauer                          | Am I Blue?: Coming Out from the Silence |
| 1996  | Non-fiction             | Urvashi Vaid                               | Virtual Equality: The Mainstreaming of Gay and Lesbian Liberation |
| 1996  | Fiction                 | Jim Grimsley                               | Dream Boy |
| 1997  | Non-fiction             | Fenton Johnson                             | Geography of the Heart: A Memoir |
| 1997  | Fiction                 | Emma Donoghue                              | Cara et moi (titre original : Hood) |
| 1998  | Non-fiction             | Adam Mastoon                               | The Shared Heart: Portraits and Stories Celebrating Lesbian, Gay, and Bisexual Young People |
| 1998  | Fiction                 | Lucy Jane Bledsoe                          | Working Parts: A Novel |
| 1999  | Non-fiction             | Sarah Schulman                             | Stagestruck: Theater, AIDS, and the Marketing of Gay America |
| 1999  | Fiction                 | Michael Cunningham                         | Les Heures (titre original : The Hours) |
| 2000  | Non-fiction             | Barrie Jean Borich                         | My Lesbian Husband: Landscape of a Marriage |
| 2000  | Fiction                 | Marci Blackman                             | Po Man's Child: A Novel |
| 2001  | Non-fiction             | William N. Eskridge                        | Gaylaw: Challenging the Apartheid of the Closet |
| 2001  | Fiction                 | Sarah Waters                               | Affinités (titre original : Affinity) |
| 2002  | Non-fiction             | Barry Werth                                | The Scarlet Professor: Newton Arvin, a Literary Life Shattered by Scandal |
| 2002  | Fiction                 | Moisés Kaufman et Tectonic Theatre Project | The Laramie Project |
| 2003  | Non-fiction             | Joanne Meyerowitz                          | How Sex Changed: a History of Transsexuality in the United States |
| 2003  | Fiction                 | Noel Alumit                                | Letters to Montgomery Clift : a Novel |
| 2004  | Non-fiction             | John D'Emilio                              | Lost Prophet: The Life and Times of Bayard Rustin |
| 2004  | Fiction                 | Monique Truong                             | The Book of Salt |
| 2005  | Non-fiction             | Joan Roughgarden                           | Evolution's Rainbow: Diversity, Gender, and Sexuality in Nature and in People |
| 2005  | Fiction                 | Colm Tóibín                                | Le maitre (titre original : The Master) |
| 2006  | Non-fiction             | Joshua Gamson                              | The Fabulous Sylvester: the Legend, the Music, the 70s in San Francisco |
| 2006  | Fiction                 | Abha Dawesar                               | Babyji |
| 2007  | Non-fiction             | Alison Bechdel                             | Fun home : Une tragicomédie familiale (titre original : Fun Home: A Family Tragicomic) |
| 2007  | Fiction                 | Andrew Holleran                            | Le passant chagrin (titre original : Grief) |
| 2008  | Non-fiction             | Mark Doty                                  | Dog Years: A Memoir |
| 2008  | Fiction                 | Ellis Avery                                | The Teahouse Fire |
| 2009  | Non-fiction             | William N. Eskridge                        | Dishonorable Passions: Sodomy Laws in America, 1861-2003 |
| 2009  | Fiction                 | Evan Fallenberg                            | Light Fell |
| 2010  | Non-fiction             | Nathaniel Frank                            | Unfriendly Fire: How the Gay Ban Undermines the Military and Weakens America |
| 2010  | Fiction                 | David Francis                              | Stray Dog Winter |
| 2010  | Jeunesse et Young Adult | Nick Burd                                  | The Vast Fields of Ordinary |
| 2011  | Non-fiction             | Emma Donoghue                              | Inseparable: Desire between Women in Literature |
| 2011  | Fiction                 | Barb Johnson                               | More of This World or Maybe Another |
| 2011  | Jeunesse et Young Adult | Brian Katcher                              | Almost Perfect |
| 2012  | Non-fiction             | Jonathan D. Katz et David C. Ward          | Hide/Seek: Difference and Desire in American Portraiture |
| 2012  | Non-fiction             | Michael Bronski                            | A Queer History of the United States (Revisioning American History) |
| 2012  | Fiction                 | Wayne Hoffman                              | Sweet Like Sugar |
| 2012  | Jeunesse et Young Adult | Bil Wright                                 | Putting Makeup on the Fat Boy |
| 2013  | Non-fiction             | Keith Boykin                               | For Colored Boys Who Have Considered Suicide When the Rainbow is Still Not Enough: Coming of Age, Coming Out, and Coming Home |
| 2013  | Fiction                 | Ellis Avery                                | The Last Nude |
| 2013  | Jeunesse et Young Adult | Benjamin Alire Sáenz                       | Aristote et Dante découvrent les secrets de l'univers (titre original : Aristotle and Dante Discover the Secrets of the Universe) |
| 2014  | Non-fiction             | Lori Duron                                 | For Colored Boys Who Have Considered Suicide When the Rainbow is Still Not Enough: Coming of Age, Coming Out, and Coming Home |
| 2014  | Non-fiction             | David McConnell                            | American Honor Killings: Desire and Rage Among Men |
| 2014  | Fiction                 | Hilary Sloin                               | Art on Fire |
| 2014  | Jeunesse et Young Adult | e.E. Charlton-Trujillo                     | Fat Angie |
| 2014  | Jeunesse et Young Adult | Kirstin Cronn-Mills                        | Beautiful Music for Ugly Children |
| 2015  | Non-fiction             | Scott Kugle                                | Living Out Islam: Voices of Gay, Lesbian, and Transgender Muslims |
| 2015  | Fiction                 | Saeed Jones                                | Prelude to Bruise |
| 2015  | Jeunesse et Young Adult | Gayle E. Pitman                            | This Day in June |
| 2016  | Non-fiction             | Kenji Yoshino                              | Speak Now: Marriage Equality on Trial |
| 2016  | Fiction                 | Carolina de Robertis                       | Les Dieux du tango (titre original : The Gods of Tango) |
| 2016  | Jeunesse et Young Adult | Alex Gino                                  | George |
| 2016  | Jeunesse et Young Adult | Bill Konigsberg                            | The Porcupine of Truth |
| 2017  | Non-fiction             | David France                               | How to Survive a Plague: The inside story of how citizens and science tamed AIDS |
| 2017  | Fiction                 | Chris McCormick                            | Desert Boys |
| 2017  | Jeunesse et Young Adult | Rick Riordan                               | Magnus Chase et les Dieux d'Asgard, tome 2 : Le Marteau de Thor (titre original : Magnus Chase and the Gods of Asgard: The Hammer of Thor) |
| 2017  | Jeunesse et Young Adult | Meredith Russo                             | Celle dont j'ai toujours rêvé (titre original : If I Was Your Girl) |
| 2018  | Non-fiction             | John Chaich et Todd Oldham                 | Queer Threads: Crafting Identity and Community |
| 2018  | Fiction                 | Cat Fitzpatrick et Casey Plett (eds.)      | Meanwhile, Elsewhere: Science Fiction and Fantasy from Transgender Writers |
| 2018  | Jeunesse et Young Adult | Dashka Slater                              | The 57 Bus: A True Story of Two Teenagers and the Crime That Changed Their Lives |
| 2018  | Jeunesse et Young Adult | Brandy Colbert                             | Little & Lion |
| 2019  | Non-fiction             | Michael Amherst                            | Go the Way Your Blood Beats |
| 2019  | Fiction                 | Rebecca Makkai                             | Les Optimistes (titre original : The Great Believers) |
| 2019  | Jeunesse et Young Adult | Jessica Love                               | Julian est une sirène (titre original : Julian is a Mermaid) |
| 2019  | Jeunesse et Young Adult | Kacen Callender                            | Hurricane Child |
| 2020  | Non-fiction             | Saeed Jones                                | How We Fight for Our Lives: A Memoir |
| 2020  | Fiction                 | Carolina de Robertis                       | Cantoras |
| 2020  | Jeunesse et Young Adult | Kyle Lukoff                                | When Aidan Became a Brother |
| 2020  | Jeunesse et Young Adult | Dean Atta                                  | The Black Flamingo |
| 2021  | Non-fiction             | Bonnie Ruberg                              | Queer Games Avant-Garde: How LGBTQ Game Makers are Reimagining the Medium of Video Games |
| 2021  | Fiction                 | Zeyn Joukhadar                             | Les trente noms de la nuit (titre original : The Thirty Names of Night) |
| 2021  | Jeunesse et Young Adult | Archaa Shrivastav                          | We Are Little Feminists: Families |
| 2022  | Non-fiction             | Akwaeke Emezi                              | Dear Senthuran: A Black Spirit Memoir |
| 2022  | Fiction                 | Rivers Solomon                             | Sorrowland |
| 2022  | Jeunesse et Young Adult | Kyle Lukoff                                | Too Bright to See |
| 2022  | Jeunesse et Young Adult | Malinda Lo                                 | Last Night at the Telegraph Club |